# Червона рута
Червона рута — квітка, пов'язана з українським святом Івана Купала. У словнику Бориса Грінченка є посилання на слова з народної пісні «Ой купало, рутній Іване, весілля рясного пане».
Словник українських наукових і народних назв судинних рослин подає червону руту як народну назву рододендрона карпатського (Rhododendron myrtifolium).
Однак існують і численні посилання на ряд інших рослин крім рододендрона карпатського. За переказами, що досі існують в Карпатах, рута — жовта квітка, яка лише на кілька хвилин, в ніч на Івана Купала, стає червоною. Дівчина, яка її знайде і зірве, буде щаслива в коханні. Погляди на те, яка саме рослина відповідає червоній руті, розходяться: 
- одні вважають її квіткою роду рута (найчастіше рутою запашною, (Ruta graveolens)[5],
- ще дехто згадує білу глуху кропиву (Lamium album)[6]
- на ювілейній платівці пісень Івасюка зображена, ймовірно, монарда з Північної Америки[7].

З усіх цих варіантів найбільш правдоподібним і найпоширенішим кандидатом на легендарну червону руту є саме рододендрон карпатський.

## Галерея

Обкладинка альбому «Червона рута. 40 років по тому. Пісні Володимира Івасюка»[13]
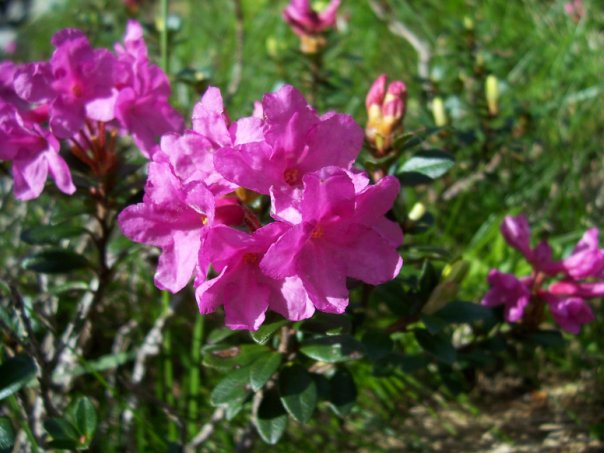
Рододендрон карпатський
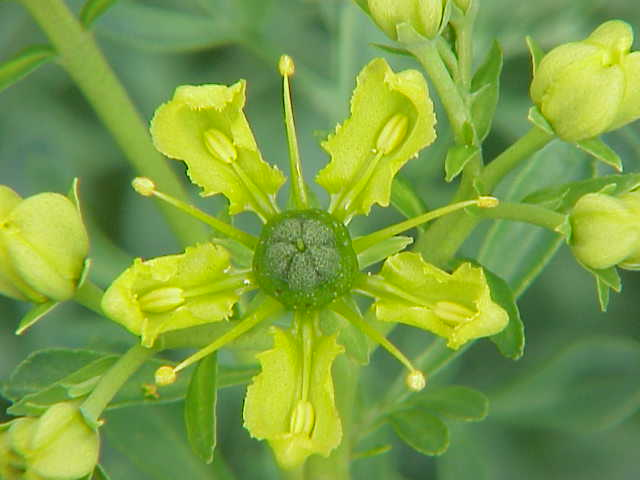
Рута запашна
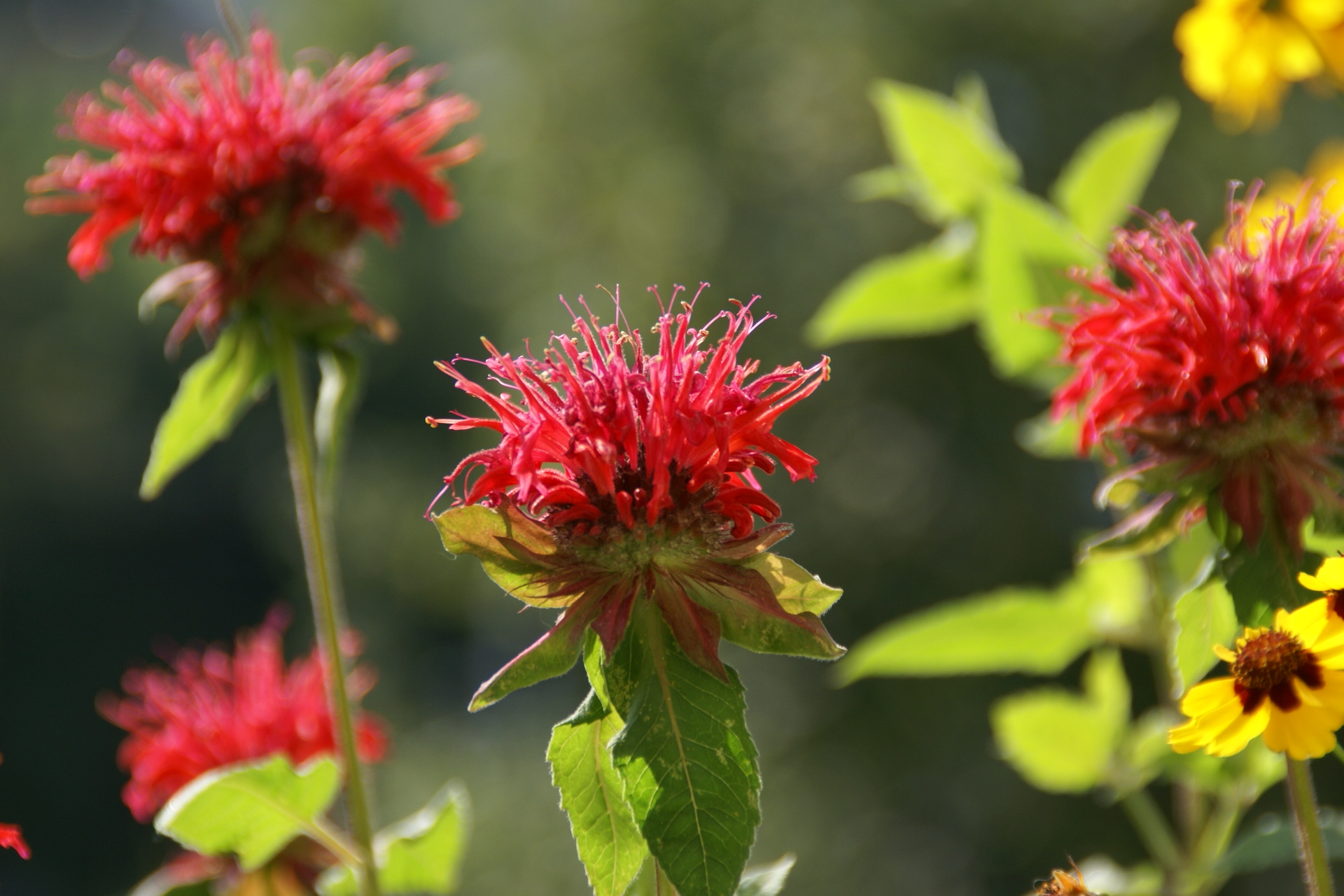
Монарда двійчаста з Північної Америки
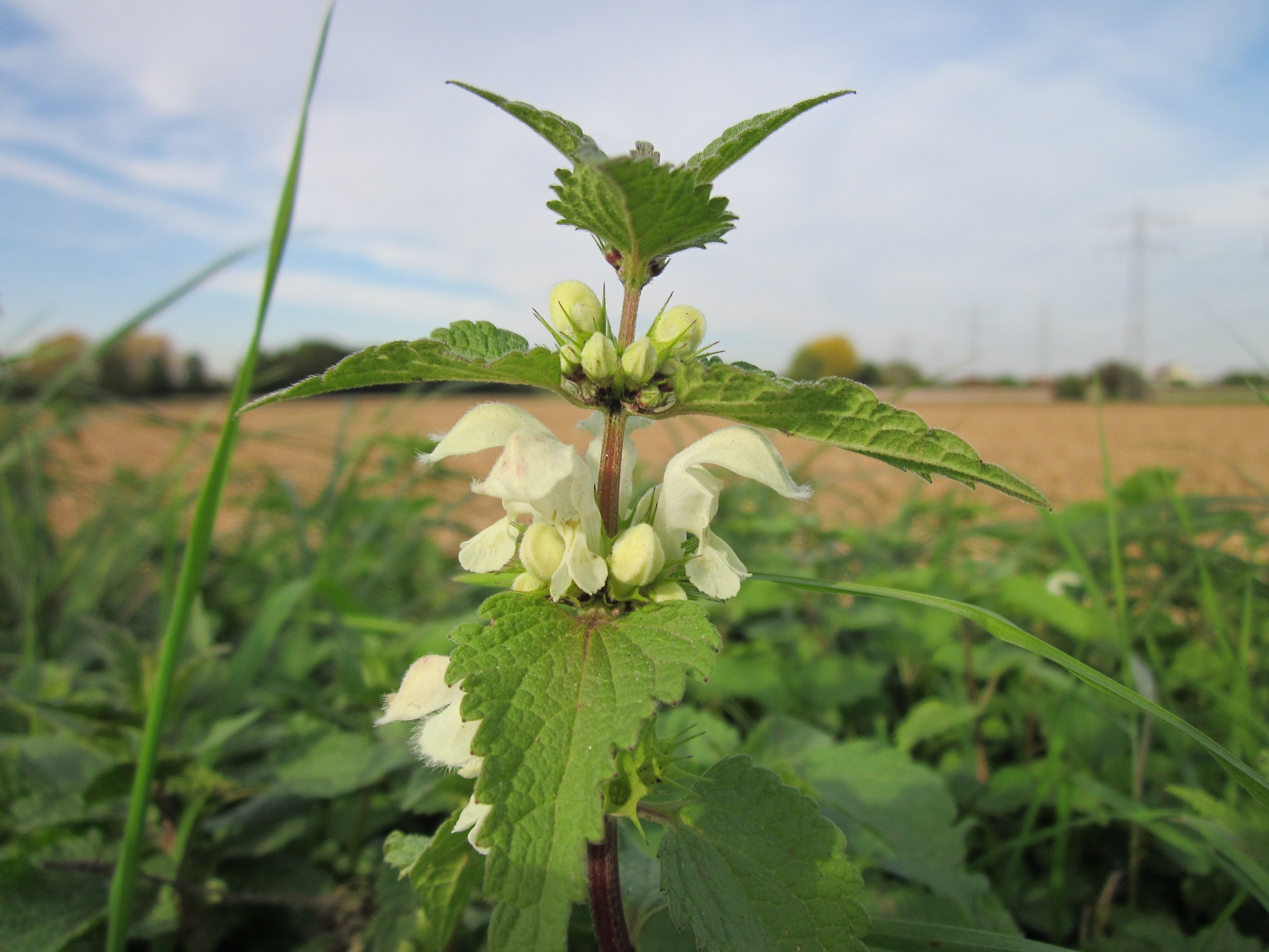
Глуха кропива біла